# 推挽输出

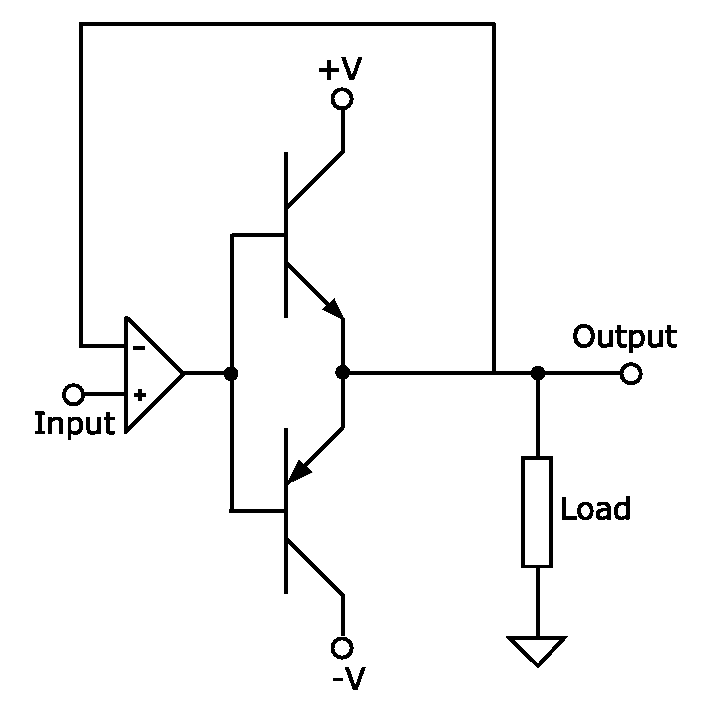
一种用
NPN或PNP三极管类的B类推挽输出

推挽输出（英語：Push–pull output）是一种使用一对选择性地从相连负载灌电流或者拉电流的器件的电路。它常常使用一对参数相同的功率三极管或MOSFET管，以推挽方式存在于电路中。
推挽电路使用两个参数相同的三极管或MOSFET，以推挽方式存在于电路中，电路工作时，两只对称的开关管每次只有一个导通，所以导通损耗小、效率高。输出既可以向负载灌电流，也可以从负载抽取电流（拉电流）。推拉式输出级既能提高电路的负载能力，又能提高开关速度。